# 2005년 세계 육상 선수권 대회
제10회 세계 육상 선수권 대회는 국제 육상 경기 연맹(IAAF)) 주관으로 2005년 8월 6일부터 14일까지 핀란드 헬싱키에 위치한 헬싱키 올림픽 스타디움에서 열린 국제 육상 대회이다. 1983년 제1회 대회 이후 22년 만에 헬싱키에서 개최됐다. 이 대회에서 장애인 육상 네 종목이 처음 시범 종목으로 도입됐으며, 여자 3000m 장애물 경주 종목이 추가되었다. 이로써 남녀 세부 종목이 거의(남자 24개, 여자 23개) 균형을 이루게 됐으며, 남자 세부 종목에 해당하는 여자 종목이 없는 종목은 50 km 경보, 110m 허들(여자는 100m 허들로 축소), 10종경기(여자는 7종경기로 축소) 세 개로 줄었다. 많은 경기가 폭우 속에서 열렸다.

## 개최지 선정
2002년, 4월 14일 IAAF는 헬싱키가 경쟁도시 독일 베를린, 벨기에 브뤼셀, 헝가리 부다페스트, 러시아 모스크바, 이탈리아 로마를 제치고 2005년 대회 개최지로 선정되었다고 발표했다. 원래 헬싱키는 다른 도시들에 비해 개최지 경합에서 열세에 놓일 것으로 예상됐으나 이를 뒤엎고 최종 개최도시가 됐다. 한편, 유력한 후보였던 런던은 중앙 정부가 새 경기장 건설이 경제적이지 못하다고 판단하고 그 대안으로 셰필드에서 개최하는 것을 제안했다. 그러나 IAAF는 이를 받아들이지 않았고 영국은 중간에 포기했다. 영국의 개최 신청 철회는 선진국의 주요 스포츠 대회 유치 과정에서 유례를 찾아볼 수 없는 일이었다.

## 약물 검사
IAAF는 대회 사상 가장 규모가 큰 규모의 약물 검사를 시행했다. 연맹은 선수 705명을 대상으로 총 884회의 검사를 했다.
선수 두 명이 검사를 통과하지 못했다. 인도의 원반던지기 선수인 Neelam Jaswant Singh가 stimulant pemoline에, 우크라이나의 해머던지기 선수인 Vladyslav Piskunov 스테로이드 drostanolone에 양성 반응을 보인 것이다. (e/)

## 개요
대회에서는 옐레나 이신바예바가 여자 장대높이뛰기(5.01m)에서, Osleidys Menéndez가 여자 창던지기(71.70m)에서 각각 세계 신기록을 세우었다. Christina Obergföll은 70.03m로 유럽 신기록을 세웠다.
가장 나이가 많은 선수는 이스라엘의 마라톤 선수인 Haile Satayin이었다. 50살인 그는 자신의 개인 최고 기록인 2시간 17분 26초로 자신의 개인 최고 기록을 수립하며 21위로 결승점을 통과했다. 한편 가장 나이가 어린 선수는 나우루의 Pink Mystique Jones였다. 14살인 그는 여자 100m 종목에 참가해 13.16으로 예선 6위로 탈락했다.

## 경기 결과

### 남자
트랙 경기
| 종목                                                                      | 금                                                      | 금           | 은                                                                 | 은           | 동                                                                    | 동            |
| ------------------------------------------------------------------------- | ------------------------------------------------------- | ------------ | ------------------------------------------------------------------ | ------------ | --------------------------------------------------------------------- | ------------- |
| 100m 자세히                                                               | 저스틴 게이틀린 미국                                    | 9.88         | 마이클 프레이터 자메이카                                           | 10.05        | 킴 콜린스 세인트키츠 네비스                                           | 10.05         |
| 200m 자세히                                                               | 저스틴 게이틀린 미국                                    | 20.04        | 월러스 스피어몬 미국                                               | 20.20        | 존 카펠 미국                                                          | 20.31 (SB)    |
| 400m 자세히                                                               | 제러미 워리너 미국                                      | 43.93 (WL)   | 앤드루 록 미국                                                     | 44.35 (PB)   | 타일러 크리스토퍼 캐나다                                              | 44.44 (NR)    |
| 800m 자세히                                                               | 라시드 람지 바레인                                      | 1:44.24 (PB) | 유리 보르자콥스키 러시아                                           | 1:44.51      | 윌리엄 얌포이 케냐                                                    | 1:44.55       |
| 1500m 자세히                                                              | 라시드 람지 바레인                                      | 3:37.88      | 아딜 카오우치 모로코                                               | 3:38.00 (SB) | 루이 실바 포르투갈                                                    | 3:38.02       |
| 5000m 자세히                                                              | 벤자민 리모 케냐                                        | 13:32.55     | 실레시 시히네 에티오피아                                           | 13:32.81     | 크레이그 모트람 오스트레일리아                                        | 13:32.96      |
| 10000m 자세히                                                             | 케네니사 베켈레 에티오피아                              | 27:08.33     | 실레시 시히네 에티오피아                                           | 27:08.87     | 모세 모소프 케냐                                                      | 27:08.96 (PB) |
| 마라톤 자세히                                                             | 자우아드 가리브 모로코                                  | 2:10:10      | 크리스토퍼 이세그웨 탄자니아                                       | 2:10:21 (PB) | 츠요시 오가타 일본                                                    | 2:11:16 (SB)  |
| 110m 허들 자세히                                                          | 라지 두쿠르 프랑스                                      | 13.07        | 류샹 중국                                                          | 13.08        | 앨런 존슨 미국                                                        | 13.10         |
| 400m 허들 자세히                                                          | 버숀 잭슨 미국                                          | 47.30 (PB)   | 제임스 카터 미국                                                   | 47.43 (PB)   | 타메스에 다이 일본                                                    | 48.10 (PB)    |
| 3000m 장애물 경주 자세히                                                  | 사이프 사에드 샤힌 카타르                               | 8:13.31      | 에즈키엘 켐보이 케냐                                               | 8:14.95      | 브리민 키프루토 케냐                                                  | 8:15.30       |
| 20 km 경보 자세히                                                         | 헤페르손 페레스 (ECU)                                   | 1:18:35      | 프란시스코 하비에르 페르난데즈 스페인                              | 1:19:36      | 후안 마누엘 몰리나 스페인                                             | 1:19.44 (PB)  |
| 50 km 경보 자세히                                                         | 세르게이 키드르야프킨 러시아                            | 3:38:08 (PB) | 알렉세이 보예보딘 러시아                                           | 3:41:25      | 알렉스 슈워처 이탈리아                                                | 3:41:54 (NR)  |
| 4x100m 이어달리기 자세히                                                  | 프랑스 라지 두쿠르 로날드 포뇽 에디 드 레핀 르에이 도비 | 38.08 (WL)   | 트리니다드 토바고 케본 피에르 마크 번스 제이시 하퍼 대럴 브라운    | 38.10 (NR)   | 영국 제이슨 가드너 말론 데보니쉬 크리스티안 말콤 마크 루이스-프랜시스 | 38.27 (SB)    |
| 4x400m 이어달리기 자세히                                                  | 미국 앤드루 록 데릭 브류 대롤드 윌리엄슨 제러미 워리너  | 2:56.91 (WL) | 바하마 아바드 몬쿠르 나다니얼 맥키니 안드레 윌리엄스 크리스 브라운 | 2:57.32 (NR) | 자메이카 산자이 아이레 브랜든 심슨 랜스포드 스펜스 다비앙 클라크      | 2:58.07 (SB)  |
| 세계 신기록 \| 대회 신기록 \| 유럽 신기록 \| 국가 신기록 \| 개인 최고기록 |                                                         |              |                                                                    |              |                                                                       |               |

필드 경기
| 종목                                                                      | 금                               | 금         | 은                                          | 은         | 동                          | 동         |
| ------------------------------------------------------------------------- | -------------------------------- | ---------- | ------------------------------------------- | ---------- | --------------------------- | ---------- |
| 높이뛰기 자세히                                                           | 유리 크리마렌코 우크라이나       | 2.32       | 빅토르 모야 쿠바 야로슬라프 리바코프 러시아 | 2.29       |                             |            |
| 장대높이뛰기 자세히                                                       | 렌스 블롬 네덜란드               | 5.80 (SB)  | 브래드 워커 미국                            | 5.75       | 파벨 게라시모프 러시아      | 5.65 (SB)  |
| 멀리뛰기 자세히                                                           | 드와아트 필립스 미국             | 8.60 (WL)  | 이그니셔스 가이사 가나                      | 8.34 (NR)  | 토미 에빌라 핀란드          | 8.25       |
| 세단뛰기 자세히                                                           | 월터 데이비스 미국               | 17.57 (SB) | 요안드리 베탄조스 쿠바                      | 17.42 (SB) | 마리안 오프레아 루마니아    | 17.40      |
| 포환던지기 자세히                                                         | 애덤 넬슨 미국                   | 21.73 (SB) | 루트거 스미스 (NLD)                         | 21.29      | 랄프 바르텔스 독일          | 20.99      |
| 원반던지기 자세히                                                         | 비르길리우스 알레크나 리투아니아 | 70.17 (CR) | 게르드 칸테르 에스토니아                    | 68.57      | 마이클 몰렌벡 독일          | 65.95      |
| 창던지기 자세히                                                           | 안드루스 바르니크 에스토니아     | 87.17      | 안드레아스 토르킬센 노르웨이                | 86.18      | 세르게이 마카로프 러시아    | 83.54      |
| 해머던지기 자세히                                                         | 이반 티칸 벨라루스               | 83.89 (CR) | 바딤 데비야토프스키 벨라루스                | 82.60      | en:Szymon Ziółkowski 폴란드 | 79.35 (SB) |
| 10종경기 자세히                                                           | 브라이언 클레이 미국             | 8732 (WL)  | 로만 세블레 체코                            | 8521       | en:Attila Zsivóczky 헝가리  | 8385       |
| 세계 신기록 \| 대회 신기록 \| 유럽 신기록 \| 국가 신기록 \| 개인 최고기록 |                                  |            |                                             |            |                             |            |

### 여자
트랙 경기
| 종목                                                                      | 금                                                                                     | 금          | 은                                                                   | 은          | 동                                                                                  | 동         |
| ------------------------------------------------------------------------- | -------------------------------------------------------------------------------------- | ----------- | -------------------------------------------------------------------- | ----------- | ----------------------------------------------------------------------------------- | ---------- |
| 100m 자세히                                                               | 로린 윌리엄스 미국                                                                     | 10.93       | 베로니카 캠벨 자메이카                                               | 10.95 SB    | 크리스틴 아롱 프랑스                                                                | 10.98      |
| 200m 자세히                                                               | 앨리슨 펠릭스 미국                                                                     | 22.16       | 레이첼 분스미스 미국                                                 | 22.31       | 크리스틴 아롱 프랑스                                                                | 22.31 SB   |
| 400m 자세히                                                               | 토니크 윌리엄스달링 바하마                                                             | 49.55 SB    | 사냐 리처즈 미국                                                     | 49.74       | 아나 게바라 멕시코                                                                  | 49.81      |
| 800m 자세히                                                               | 훌리아 칼라타유드 쿠바                                                                 | 1:58.82     | 하스나 벤하시 모로코                                                 | 1:59.42     | 타티아나 안드리아노바 러시아                                                        | 1:59.60    |
| 1500m 자세히                                                              | 타티야나 토마쇼바 러시아                                                               | 4:00.35 SB  | 올가 예고로바 러시아                                                 | 4:01.46     | en:Bouchra Ghezielle 프랑스                                                         | 4:02.45    |
| 5000m 자세히                                                              | 티루네시 디바바 에티오피아                                                             | 14:38.59 CR | 메세레트 데파르 에티오피아                                           | 14:39.54    | 에제가예후 디바바 에티오피아                                                        | 14:42.47   |
| 10000m 자세히                                                             | 티루네시 디바바 에티오피아                                                             | 30:24.02    | 베르하네 아데레 에티오피아                                           | 30:25.41 SB | 에제가예후 디바바 에티오피아                                                        | 30:26.00   |
| 마라톤 자세히                                                             | 폴라 래드클리프 영국                                                                   | 2:20:57 CR  | 캐서린 은데레바 케냐                                                 | 2:22:01 SB  | 콘스탄티나 디타 루마니아                                                            | 2:23.19    |
| 100m 허들 자세히                                                          | 미셸 페리 미국                                                                         | 12.66       | 데롤린 에니스 런던 미국                                              | 12.76       | 브리짓 포스터 힐튼 자메이카                                                         | 12.76      |
| 400m 허들 자세히                                                          | 율리야 페촌키나 러시아                                                                 | 52.90 WL    | 라신다 데무스 미국                                                   | 53.27 PB    | 산드라 글로버 미국                                                                  | 53.32 PB   |
| 3000m 장애물경주 자세히                                                   | 도쿠스 인지쿠루 우간다                                                                 | 9:18.24 CR  | 예카테리나 볼코바 러시아                                             | 9:20.49 PB  | en:Jeruto Kiptum 케냐                                                               | 9:26.95 NR |
| 20 km 경보 자세히                                                         | 올림피아다 이바노바 러시아                                                             | 1:25:41 WL  | 리타 투라바 벨라루스                                                 | 1:27:05 NR  | 수자나 페이투 포르투갈                                                              | 1:28:44 SB |
| 4x100m 이어달리기 자세히                                                  | 로린 윌리엄스 무나 리 메리사 바버 안젤라 다이글레                                      | 41.78 WL    | 자메이카 다니엘레 브라우닝 셰론 심슨 알린 베일리 베로니카 캠벨       | 41.99 SB    | 벨라루스 율리야 네스차렌카 나탈리아 솔로구브 en:Alena Nevmerzhitskaya 옥사나 드라군 | 42.56 NR   |
| 4x400m 이어달리기 자세히                                                  | 러시아 율리야 페촌키나 en:Olesya Krasnomovets en:Natalya Antyukh 스베틀라나 포스페로바 | 3:20.95     | 자메이카 셰리카 윌리엄스 로네타 스미스 로레인 펜튼 노블레네 윌리엄스 | 3:23.29 SB  | 영국 크리스틴 오후루오구 리 맥코넬 돈나 프레이저 니콜라 샌더스                      | 3:24.44 SB |
| 세계 신기록 \| 대회 신기록 \| 유럽 신기록 \| 국가 신기록 \| 개인 최고기록 |                                                                                        |             |                                                                      |             |                                                                                     |            |

필드 경기
| 종목                                                                      | 금                         | 금       | 은                         | 은       | 동                                | 동      |
| ------------------------------------------------------------------------- | -------------------------- | -------- | -------------------------- | -------- | --------------------------------- | ------- |
| 높이뛰기 자세히                                                           | 카이사 베리크비스트 (SWE)  | 2.02 WL  | en:Chaunte Howard 미국     | 2.00 PB  | 엠마 그린 (SWE)                   | 1.96 PB |
| 장대높이뛰기 자세히                                                       | 옐레나 이신바예바 러시아   | 5.01 WR  | 모니카 피렉 폴란드         | 4.60     | 파블라 하마치코바 체코            | 4.50    |
| 멀리뛰기 자세히                                                           | 티아나 매디슨 미국         | 6.89 PB  | 타티야나 코토바 러시아     | 6.79     | 유니스 바버 프랑스                | 6.76    |
| 세단뛰기 자세히                                                           | 트레시아 스미스 자메이카   | 15.11 WL | 야르게리스 사비네 쿠바     | 14.82 PB | 안나 피아티 러시아                | 14.78   |
| 포환던지기 자세히                                                         | 나제야 오스탑추크          | 20.51    | 올가 랴빈키나 러시아       | 19.64    | 밸러리 빌리                       | 19.62   |
| 원반던지기 자세히                                                         | 프란카 디에츠 독일         | 66.56 PB | 나탈리아 사도바 러시아     | 64.33    | en:Věra Pospíšilová-Cechlová 체코 | 63.19   |
| 해머던지기 자세히                                                         | 올가 쿠젠코바 러시아       | 75.10 SB | 입시 모레노 쿠바           | 73.08    | 타티아나 리센코 러시아            | 72.46   |
| 창던지기 자세히                                                           | 오슬레이디스 메넨데스 쿠바 | 71.70 WR | 크리스티나 오베르크폴 독일 | 70.03 AR | 슈테피 네리우스 독일              | 65.96   |
| 7종경기 자세히                                                            | 카롤리나 클뤼프트 스웨덴   | 6887 SB  | 유니스 바버 프랑스         | 6824     | 마가렛 심슨 가나                  | 6375    |
| 세계 신기록 \| 대회 신기록 \| 유럽 신기록 \| 국가 신기록 \| 개인 최고기록 |                            |          |                            |          |                                   |         |

### 장애인 경기(시범 경기)
| 종목                | 금                     | 금         | 은                             | 은    | 동                           | 동         |
| ------------------- | ---------------------- | ---------- | ------------------------------ | ----- | ---------------------------- | ---------- |
| 100m T54 자세히     | 데이빗 위어 영국       | 14.15 (NR) | en:Kenny van Weeghel 네덜란드] | 14.19 | en:Leo-Pekka Tähti 핀란드    | 14.22      |
| 200m T54 자세히     | 데이빗 위어 영국       | 25.47      | en:Kenny van Weeghel 네덜란드  | 25.80 | en:Supachai Koysub 태국      | 26.03      |
| 창던지기 F54 자세히 | 자크 마틴 캐나다       | 24.97      | 마쿠 니니마키 핀란드           | 23.82 | 게라시모스 브리오니스 그리스 | 16.75      |
| 200m T12 자세히     | 아드리아 산토스 브라질 | 26.99      | 푸리피카시온 산타마르타 스페인 | 27.08 | 파라스케비 칸트차 그리스     | 28.32 (PB) |

## 메달 집계
| 순위 | 나라              | 금 | 은 | 동 | 합계 |
| 1    | 미국              | 14 | 8  | 3  | 25   |
| 2    | 러시아            | 7  | 8  | 5  | 20   |
| 3    | 에티오피아        | 3  | 4  | 2  | 9    |
| 4    | 쿠바              | 2  | 4  | 0  | 6    |
| 5    | 벨라루스          | 2  | 2  | 1  | 5    |
| 6    | 프랑스            | 2  | 1  | 4  | 7    |
| 7    | 스웨덴            | 2  | 0  | 1  | 3    |
| 8    | 바레인            | 2  | 0  | 0  | 2    |
| 9    | 자메이카          | 1  | 5  | 2  | 8    |
| 10   | 케냐              | 1  | 2  | 4  | 7    |
| 11   | 모로코            | 1  | 2  | 0  | 3    |
| 12   | 독일              | 1  | 1  | 3  | 5    |
| 13   | 바하마            | 1  | 1  | 0  | 2    |
| 13   | 에스토니아        | 1  | 1  | 0  | 2    |
| 13   | 네덜란드          | 1  | 1  | 0  | 2    |
| 16   | 영국              | 1  | 0  | 2  | 3    |
| 17   | 에콰도르          | 1  | 0  | 0  | 1    |
| 17   | 리투아니아        | 1  | 0  | 0  | 1    |
| 17   | 카타르            | 1  | 0  | 0  | 1    |
| 17   | 우간다            | 1  | 0  | 0  | 1    |
| 17   | 우크라이나        | 1  | 0  | 0  | 1    |
| 22   | 체코              | 0  | 1  | 2  | 3    |
| 23   | 가나              | 0  | 1  | 1  | 1    |
| 23   | 폴란드            | 0  | 1  | 1  | 2    |
| 23   | 스페인            | 0  | 1  | 1  | 2    |
| 26   | 노르웨이          | 0  | 1  | 0  | 1    |
| 26   | 중국              | 0  | 1  | 0  | 1    |
| 26   | 탄자니아          | 0  | 1  | 0  | 1    |
| 26   | 트리니다드 토바고 | 0  | 1  | 0  | 1    |
| 30   | 일본              | 0  | 0  | 2  | 2    |
| 30   | 포르투갈          | 0  | 0  | 2  | 2    |
| 30   | 루마니아          | 0  | 0  | 2  | 2    |
| 33   | 오스트레일리아    | 0  | 0  | 1  | 1    |
| 33   | 캐나다            | 0  | 0  | 1  | 1    |
| 33   | 핀란드            | 0  | 0  | 1  | 1    |
| 33   | 헝가리            | 0  | 0  | 1  | 1    |
| 33   | 이탈리아          | 0  | 0  | 1  | 1    |
| 33   | 멕시코            | 0  | 0  | 1  | 1    |
| 33   | 뉴질랜드          | 0  | 0  | 1  | 1    |
| 33   | 세인트키츠 네비스 | 0  | 0  | 1  | 1    |
| 합계 | 합계              | 47 | 48 | 46 | 141  |